# Wonodadi (Gading Rejo)
Wonodadi is een bestuurslaag in het regentschap Pringsewu van de provincie Lampung, Indonesië. Wonodadi telt 10.345 inwoners (volkstelling 2010).